# Hans Jonsson (friidrottare)
Hans Jonsson, född 26 september 1942, är en svensk före detta friidrottare (långdistanslöpare). Han tävlade för Enhörna IF.